# Петровка (Грязинский район)
Петро́вка — село Грязинского района Липецкой области. Административный центр Петровского сельсовета.

## География
Расположена на левом берегу реки Матыры при впадении в неё реки Лукавки, в 13,5 км по автодорогам к востоку от районного центра, города Грязи.

## История
Основано как деревня в середине XVIII века помещиком Петром Вельяминовым, по имени которого получила название. В документах 1782 года упоминается деревня Петро́вская с пятью дворами, которой владел П. Л. Вельяминов. В последующие годы стала владением помещиков Бланков. Дочь Петра Бланка Александра в 1821 году вышла замуж за Петра Николаевича Семёнова. Их сын — П. П. Семенов-Тян-Шанский с 1834 года неоднократно бывал в Петровке.
В 1862 году во владельческом сельце Петровская (Дальнее Бланково) 2-го стана Липецкого уезда Тамбовской губернии, находившемся на тракте из Козлова в Воронеж, было 23 двора и 243 жителя (132 мужчины и 111 женщин), завод тонкорунных овец.
По данным начала 1883 года в деревне Петровка и Дубровка Ивановской волости того же уезда проживало 423 собственника из помещичьих крестьян в 54 домохозяйствах (всего 222 мужчины и 201 женщина). Деревне принадлежало 402 десятины удобной надельной земли, также 38 хозяйств арендовали 117 десятин пашни. 3 домохозяйства сдавали весь надел, а 1 — часть надела. В деревне было 121 лошадь, 97 голов КРС, 365 овец и 155 свиней; пчеловодством не занимались. Имелось 2 промышленных заведения. Было 3 грамотных мужчины.
По сведениям 1888 года к деревне также относилось имение дворянина П. П. Семёнова (533,47 десятины, большей частью пахотной), сдаваемое в аренду крестьянам в полном составе.
В 1911 году в деревне, относящейся к приходу села Средняя Лукавка, было 88 дворов великороссов-земледельцев, проживало 568 человек (281 мужчина и 287 женщин). В 1914 году — 604 жителя (295 мужчин, 309 женщины), земская школа.
По переписи 1926 года в деревне Петровка Грязинской волости Липецкого уезда было 109 дворов (из них 107 дворов русских), 616 жителей (287 мужчин, 329 женщин). По спискам сельскохозяйственного налога на 1928/1929 годы в деревне, центре Петровского сельсовета Грязинского района Козловского округа ЦЧО, было 109 хозяйств и 748 жителей. По данным 1932 года в деревне проживало 640 жителей. До войны здесь насчитывалось 106 дворов, работали школа и почтовое отделение.

## Население
| 2009 | 2010 | 2013 |
| ---- | ---- | ---- |
| 679  | ↘610 | ↗691 |

По переписи 2002 года население села составляло 585 человек, русские (90 %). По переписи 2010 года — 610 человек (280 мужчин, 330 женщин). По переписи 2021 года в селе жило 569 человек. Из 542 указавших национальность было 499 русских, 13 армян, 5 украинцев, по 4 таджика и чеченца, 3 лезгина и 14 представителей других национальностей.

## Инфраструктура
На начало 2022 года в селе было расположено 163 индивидуальных жилых дома общей площадью 10248,7 м². Имеются основная школа (192 места по проекту, здание построено в 1982 году) с детским садом на 30 мест, сельский дом культуры на 150 мест (здание построено в 2019 году), магазин и 2 киоска, парк на месте дворянской усадьбы, фельдшерско-акушерский пункт и почтовое отделение. Действует сельскохозяйственное предприятие — КХ «Руслан». Село газифицировано, имеется водопровод из одной артезианской скважины. Останавливается автобус, связывающий село с райцентром.